# Лауреаты Премии Правительства Российской Федерации в области науки и техники (2024)
Лауреаты Премии Правительства Российской Федерации в области науки и техники 2024 года — перечень награждённых правительственной наградой Российской Федерации, присужденной за достижения в науке и технике в 2024 году.
Лауреаты определены Распоряжением Правительства РФ от 28 октября 2024 года № 3026-р на основании рекомендаций Межведомственного совета по присуждению премий Правительства Российской Федерации в области науки и техники.
Постановлением Правительства РФ от 24 октября 2013 года № 954 с 1 января 2014 года учреждены 20 ежегодных премий в области науки и техники, в том числе пять премий за работы в сфере обороны и безопасности, в размере 2 млн рублей каждая.

## Легенда
Приводятся данные по премированной работе; фамилии лауреатов, их должность и место работы; номер абзаца в Постановлении

## Лауреаты
| номер работы | Лауреаты | Премированная работа |
| ------------ | --- | --- |
| 1.           | Марковичу Дмитрию Марковичу, доктору физико-математических наук, профессору, академику Российской академии наук, директору федерального государственного бюджетного учреждения науки Институт теплофизики им. С. С. Кутателадзе Сибирского отделения Российской академии наук, руководителю работы, Лобанову Павлу Дмитриевичу, доктору технических наук, старшему научному сотруднику лаборатории, Макарову Максиму Сергеевичу, кандидату физико-математических наук, ученому секретарю, Меледину Владимиру Генриевичу, доктору технических наук, профессору, главному научному сотруднику лаборатории, Прибатурину Николаю Алексеевичу, доктору технических наук, члену-корреспонденту Российской академии наук, главному научному сотруднику лаборатории, Черданцеву Андрею Викторовичу, доктору физико-математических наук, ведущему научному сотруднику лаборатории, — работникам того же учреждения; Соловьеву Сергею Леонидовичу, доктору технических наук, научному руководителю акционерного общества «Всероссийский научно-исследовательский институт по эксплуатации атомных электростанций»; Афремову Дмитрию Александровичу, кандидату технических наук, директору отделения акционерного общества «Ордена Ленина Научно-исследовательский и конструкторский институт энерготехники имени Н. А. Доллежаля», Тутукину Алексею Владимировичу, главному специалисту отдела того же общества; Хробостову Александру Евгеньевичу, кандидату технических наук, доценту, проректору по программам развития федерального государственного бюджетного образовательного учреждения высшего образования «Нижегородский государственный технический университет им. Р. Е. Алексеева» | за создание и развитие научных основ теплогидравлики реакторных установок нового поколения |
| 2.           | Грибину Владимиру Георгиевичу, доктору технических наук, профессору, профессору кафедры федерального государственного бюджетного образовательного учреждения высшего образования "Национальный исследовательский университет «МЭИ», руководителю работы, Дмитриеву Сергею Сергеевичу, кандидату технических наук, доценту, доценту кафедры, Зарянкину Аркадию Ефимовичу, доктору технических наук, профессору, профессору кафедры (посмертно), Рогалеву Андрею Николаевичу, доктору технических наук, доценту, заведующему кафедрой, Соколову Владимиру Петровичу, доктору технических наук, профессору, профессору кафедры, Тищенко Александру Антоновичу, кандидату технических наук, доценту кафедры, Шевченко Игорю Владимировичу, доктору технических наук, профессору, профессору кафедры, — работникам того же учреждения; Кляйнроку Ивану Юрьевичу, кандидату технических наук, начальнику управления по развитию производства общества с ограниченной ответственностью «Газпром энергохолдинг индустриальные активы»; Култышеву Алексею Юрьевичу, доктору технических наук, директору по развитию машиностроения общества с ограниченной ответственностью «Ренова-Холдинг Рус»; Спирину Василию Вячеславовичу, директору по локализации акционерного общества «Невский завод» | за разработку и внедрение научно обоснованных технических решений, обеспечивающих конкурентоспособность, надежность и технологический суверенитет объектов топливно-энергетического комплекса                                                          |
| 3.           | Бобрышеву Борису Леонидовичу, кандидату технических наук, доценту, генеральному директору общества с ограниченной ответственностью «АВАНГАРД-ЛИТ», руководителю работы, Ванюнину Александру Петровичу, главному металлургу, Замосковному Александру Николаевичу, мастеру плавильного участка, Моисееву Виктору Сергеевичу, доктору технических наук, профессору, заместителю генерального директора, — работникам того же общества; Кошелеву Олегу Викторовичу, главному металлургу — начальнику отдела акционерного общества "Московский машиностроительный завод «АВАНГАРД», Попкову Денису Владимировичу, кандидату экономических наук, генеральному директору того же общества; Дуюновой Виктории Александровне, кандидату технических наук, начальнику научно-исследовательского отделения «Титановые, магниевые, бериллиевые и алюминиевые сплавы» федерального государственного унитарного предприятия «Всероссийский научно-исследовательский институт авиационных материалов» Национального исследовательского центра «Курчатовский институт», Мухиной Инне Юрьевне, кандидату технических наук, старшему научному сотруднику, ведущему научному сотруднику лаборатории того же отделения предприятия | за разработку и внедрение наукоемких промышленных технологий литья и технологических процессов изготовления корпусных отливок для зенитных управляемых ракет типа 48Н6 и 40Н6 из магниевых сплавов                                                     |
| 4.           | Харитонову Дмитрию Викторовичу, доктору технических наук, доценту, начальнику цеха акционерного общества «Обнинское научно-производственное предприятие „Технология“ им. А. Г. Ромашина», руководителю работы, Анашкиной Антонине Александровне, кандидату технических наук, начальнику лаборатории, Горчаковой Лидии Ивановне, кандидату технических наук, ведущему специалисту цеха, Зайчук Татьяне Владимировне, кандидату химических наук, старшему научному сотруднику лаборатории, Кораблевой Елене Алексеевне, кандидату технических наук, ведущему инженеру-технологу лаборатории, Куликовой Галине Ивановне, кандидату технических наук, начальнику сектора лаборатории, Осипову Алексею Ивановичу, заместителю начальника цеха по оборудованию и обеспечению производства, Русину Михаилу Юрьевичу, доктору технических наук, профессору, директору научно-производственного комплекса «Радиопрозрачные обтекатели» — главному конструктору, Силкину Андрею Николаевичу, генеральному директору, Терехину Александру Васильевичу, кандидату технических наук, начальнику лаборатории, — работникам того же общества | за инновационные разработки керамических материалов и технологий двойного назначения на базе практической реализации передовых изобретений для производства современных и перспективных наукоемких изделий                                             |
| 5.           | Румянцеву Евгению Владимировичу, доктору химических наук, профессору, исполняющему обязанности ректора федерального государственного бюджетного образовательного учреждения высшего образования «Российский химико-технологический университет имени Д. И. Менделеева», руководителю работы; Кузьмичеву Виктору Евгеньевичу, доктору технических наук, профессору, заведующему кафедрой федерального государственного бюджетного образовательного учреждения высшего образования «Ивановский государственный политехнический университет», Метелевой Ольге Викторовне, доктору технических наук, профессору, профессору научно-образовательного центра «Центр компетенций текстильной и легкой промышленности» инжинирингового центра текстильной и легкой промышленности, Румянцевой Варваре Евгеньевне, доктору технических наук, профессору, члену-корреспонденту Российской академии архитектуры и строительных наук, директору Института информационных технологий, естественных и гуманитарных наук, — работникам того же учреждения; Бузнику Вячеславу Михайловичу, доктору химических наук, профессору, академику Российской академии наук, главному научному сотруднику лаборатории федерального государственного бюджетного учреждения науки Институт общей и неорганической химии им. Н. С. Курнакова Российской академии наук; Киселеву Александру Михайловичу, доктору технических наук, профессору, профессору кафедры федерального государственного бюджетного образовательного учреждения высшего образования «Санкт-Петербургский государственный университет промышленных технологий и дизайна»; Королеву Сергею Васильевичу, кандидату технических наук, председателю совета директоров общества с ограниченной ответственностью "Объединение «Специальный Текстиль»; Кричевскому Герману Евсеевичу, доктору технических наук, профессору, генеральному директору общества с ограниченной ответственностью «НПО Текстильпрогресс Инженерной Академии»; Одинцовой Ольге Ивановне, доктору технических наук, профессору, заведующему кафедрой федерального государственного бюджетного образовательного учреждения высшего образования «Ивановский государственный химико-технологический университет»; Пророковой Наталии Петровне, доктору технических наук, профессору, главному научному сотруднику отдела федерального государственного бюджетного учреждения науки Институт химии растворов им. Г. А. Крестова Российской академии наук | за разработку инновационных технологических решений, обеспечивающих создание полифункциональных текстильных материалов и изделий из них |
| 6.           | Дорохову Алексею Семеновичу, доктору технических наук, профессору, академику Российской академии наук, заместителю директора по научно-организационной работе федерального государственного бюджетного научного учреждения «Федеральный научный агроинженерный центр ВИМ», руководителю работы, Кирсанову Владимиру Вячеславовичу, доктору технических наук, профессору, члену-корреспонденту Российской академии наук, главному научному сотруднику лаборатории, Морозову Николаю Михайловичу, доктору экономических наук, профессору, академику Российской академии наук, главному научному сотруднику лаборатории, Павкину Дмитрию Юрьевичу, кандидату технических наук, старшему научному сотруднику лаборатории, Попову Владимиру Дмитриевичу, доктору технических наук, профессору, академику Российской академии наук, главному научному сотруднику лаборатории Института агроинженерных и экологических проблем сельскохозяйственного производства — филиала того же учреждения, Цою Юрию Алексеевичу, доктору технических наук, профессору, члену-корреспонденту Российской академии наук, главному научному сотруднику лаборатории (посмертно), — работникам того же учреждения; Зиганшину Булату Гусмановичу, доктору технических наук, профессору, первому проректору — проректору по научной работе и цифровой трансформации федерального государственного бюджетного образовательного учреждения высшего образования «Казанский государственный аграрный университет»; Фокину Александру Ивановичу, директору общества с ограниченной ответственностью научно-производственное предприятие «Агромакс»; Хейло Сергею Валерьевичу, доктору технических наук, доценту, заведующему кафедрой института Мехатроники и робототехники федерального государственного бюджетного образовательного учреждения высшего образования «Российский государственный университет им. А. Н. Косыгина (Технологии. Дизайн. Искусство)»; Донченко Александру Семеновичу, доктору ветеринарных наук, профессору, академику Российской академии наук, главному научному сотруднику лаборатории федерального государственного бюджетного учреждения науки Сибирский федеральный научный центр агробиотехнологий Российской академии наук | за научное обоснование, разработку и внедрение цифровых технологий и комплексов технических средств в молочном животноводстве, обеспечивающих импортозамещение и продовольственную безопасность России                                                 |
| 7.           | Ишмухаметову Айдару Айратовичу, доктору медицинских наук, профессору, академику Российской академии наук, генеральному директору федерального государственного автономного научного учреждения «Федеральный научный центр исследований и разработки иммунобиологических препаратов им. М. П. Чумакова РАН» (Институт полиомиелита), руководителю работы, Ивановой Ольге Евгеньевне, доктору медицинских наук, ведущему научному сотруднику лаборатории, Иванову Александру Петровичу, доктору медицинских наук, ведущему научному сотруднику лаборатории, Ивину Юрию Юрьевичу, начальнику управления разработки и внедрения инновационных и полупромышленных технологий, Ковпак Анастасии Александровне, руководителю группы процессов очистки и формуляции готовой лекарственной формы, Козловской Любови Игоревне, доктору биологических наук, ведущему научному сотруднику лаборатории, Пиняевой Анастасии Николаевне, кандидату биологических наук, главному технологу, Синюгиной Александре Александровне, кандидату медицинских наук, руководителю направления по качеству и инновационным разработкам, Хапчаеву Юсуфу Хаджи-Бековичу, доктору биологических наук, начальнику цеха по производству полиомиелитных вакцин, Шишовой Анне Андреевне, руководителю группы разработки и валидации методик, — работникам того же учреждения | за разработку технологии и промышленное производство вакцин против полиомиелита, обеспечение эпидемиологической безопасности страны |
| 8.           | Котельникову Геннадию Петровичу, доктору медицинских наук, профессору, академику Российской академии наук, председателю Самарской Губернской Думы, руководителю работы; Колсанову Александру Владимировичу, доктору медицинских наук, профессору, ректору федерального государственного бюджетного образовательного учреждения высшего образования «Самарский государственный медицинский университет» Министерства здравоохранения Российской Федерации, Николаенко Андрею Николаевичу, доктору медицинских наук, директору научно-исследовательского института бионики и персонифицированной медицины того же учреждения; Алиеву Мамеду Багиру Джавад оглы, доктору медицинских наук, профессору, академику Российской академии наук, советнику федерального государственного бюджетного учреждения «Национальный медицинский исследовательский центр радиологии» Министерства здравоохранения Российской Федерации; Тихилову Рашиду Муртузалиевичу, доктору медицинских наук, профессору, члену-корреспонденту Российской академии наук, директору федерального государственного бюджетного учреждения «Национальный медицинский исследовательский центр травматологии и ортопедии имени Р. Р. Вредена» Министерства здравоохранения Российской Федерации; Загороднему Николаю Васильевичу, доктору медицинских наук, профессору, члену-корреспонденту Российской академии наук, советнику директора федерального государственного бюджетного учреждения «Национальный медицинский исследовательский центр травматологии и ортопедии имени Н. Н. Приорова» Министерства здравоохранения Российской Федерации; Ушакову Андрею Александровичу, генеральному директору общества с ограниченной ответственностью «МЕДТЭК» | за разработку и внедрение персонифицированного подхода к эндопротезированию для замещения сложнопрофильных пострезекционных и посттравматических дефектов опорно-двигательной системы                                                                  |
| 9.           | Рыжкову Сергею Владимировичу, инженеру-электронику первой категории — руководителю группы научно-технологического управления акционерного общества "Производственное объединение «Северное машиностроительное предприятие», руководителю работы, Ткачу Александру Михайловичу, начальнику бюро научно-технологического управления того же общества; Поповичу Анатолию Анатольевичу, доктору технических наук, профессору, директору Института машиностроения, материалов и транспорта федерального государственного автономного образовательного учреждения высшего образования «Санкт-Петербургский политехнический университет Петра Великого»; Гончарову Алексею Леонидовичу, кандидату технических наук, доценту, заведующему кафедрой федерального государственного бюджетного образовательного учреждения высшего образования "Национальный исследовательский университет «МЭИ», Драгунову Виктору Карповичу, доктору технических наук, профессору, профессору кафедры, Сливе Андрею Петровичу, кандидату технических наук, доценту, доценту кафедры, — работникам того же учреждения; Петровскому Владимиру Анатольевичу, начальнику отдела — руководителю направления электронно-лучевой сварки открытого акционерного общества "Научно-исследовательский технологический институт «Прогресс», Савельеву Вадиму Владимировичу, заместителю начальника отдела того же общества; Кузнецову Сергею Васильевичу, начальнику сектора лаборатории научно-производственного комплекса N 8 «Титановые сплавы» федерального государственного унитарного предприятия "Центральный научно-исследовательский институт конструкционных материалов «Прометей» имени И. В. Горынина Национального исследовательского центра «Курчатовский институт», Сахарову Игорю Юрьевичу, кандидату технических наук, начальнику лаборатории научно-производственного комплекса N 8 «Титановые сплавы» того же предприятия | за создание оборудования и технологий обработки материалов концентрированными потоками энергии для производства конструкций специальной техники |
| 10.          | Павлинскому Михаилу Николаевичу, доктору физико-математических наук, заведующему отделом федерального государственного бюджетного учреждения науки Институт космических исследований Российской академии наук (посмертно), руководителю работы, Бунтову Михаилу Владимировичу, начальнику лаборатории, Левину Василию Владимировичу, начальнику сектора, Лутовинову Александру Анатольевичу, доктору физико-математических наук, члену-корреспонденту Российской академии наук, заместителю директора по научной работе, Семене Николаю Петровичу, доктору технических наук, заведующему лабораторией, — работникам того же учреждения; Ворону Виктору Владимировичу, начальнику отдела Департамента научно-технических проектов и систем глобального мониторинга Государственной корпорации по космической деятельности «Роскосмос»; Гарину Михаилу Николаевичу, начальнику научно-конструкторского отдела научно-конструкторского отделения 1370 института лазерно-физических исследований федерального государственного унитарного предприятия «Российский федеральный ядерный центр — Всероссийский научно-исследовательский институт экспериментальной физики», Пикалову Егору Александровичу, начальнику научно-конструкторской группы того же отделения, Лазарчуку Валерию Петровичу, бывшему главному специалисту, — работникам того же института предприятия; Молодцову Владимиру Алексеевичу, начальнику сектора отдела акционерного общества «Научно-производственное объединение им. С. А. Лавочкина» | за создание первого российского рентгеновского зеркального телескопа ART-ХС, открывающее новое направление в технологиях отечественного космического приборостроения                                                                                   |
| 11.          | Коблову Сергею Владимировичу, кандидату технических наук, генеральному директору акционерного общества «Центральный научно-исследовательский институт машиностроения», руководителю работы, Грошеву Игорю Васильевичу, доктору экономических наук, доктору психологических наук, профессору, главному научному консультанту отдела, Тарасенко Игорю Владимировичу, заместителю начальника информационно-аналитического центра обеспечения безопасности космической деятельности в околоземном космическом пространстве, — работникам того же общества; Давыдову Виталию Анатольевичу, кандидату экономических наук, заместителю генерального директора — председателю научно-технического совета Фонда перспективных исследований; Агапову Владимиру Михайловичу, генеральному конструктору Службы главного конструктора акционерного общества «АСТРОНОМИЧЕСКИЙ НАУЧНЫЙ ЦЕНТР», Кардашенко Михаилу Зиновьевичу, генеральному директору того же общества; Кузнецову Владимиру Дмитриевичу, доктору физико-математических наук, старшему научному сотруднику, директору федерального государственного бюджетного учреждения науки Институт земного магнетизма, ионосферы и распространения радиоволн им. Н. В. Пушкова Российской академии наук; Макарову Юрию Николаевичу, доктору экономических наук, кандидату технических наук, старшему научному сотруднику, директору Департамента стратегического планирования Государственной корпорации по космической деятельности «Роскосмос»; Олейникову Игорю Игоревичу, доктору технических наук, старшему научному сотруднику, начальнику научно-технического центра 02 — «Информационно-измерительные и управляющие системы наземного комплекса управления» — заместителю генерального конструктора акционерного общества "Научно-производственная корпорация «Системы прецизионного приборостроения»; Шустову Борису Михайловичу, доктору физико-математических наук, профессору, члену-корреспонденту Российской академии наук, научному руководителю федерального государственного бюджетного учреждения науки Институт астрономии Российской академии наук | за создание, эксплуатацию и развитие автоматизированной системы предупреждения об опасных ситуациях в околоземном космическом пространстве для повышения уровня информационного обеспечения безопасности космической деятельности Российской Федерации |
| 12.          | Казанскому Николаю Львовичу, доктору физико-математических наук, профессору, руководителю отделения «Институт систем обработки изображений — Самара» Курчатовского комплекса кристаллографии и фотоники федерального государственного бюджетного учреждения "Национальный исследовательский центр «Курчатовский институт», руководителю работы, Ивлиеву Николаю Александровичу, кандидату технических наук, научному сотруднику лаборатории, Никонорову Артему Владимировичу, доктору технических наук, ведущему научному сотруднику лаборатории, Скиданову Роману Васильевичу, доктору физико-математических наук, доценту, главному научному сотруднику лаборатории, — работникам того же отделения учреждения; Барталеву Сергею Александровичу, доктору технических наук, профессору, главному научному сотруднику федерального государственного бюджетного учреждения науки Институт космических исследований Российской академии наук, Лупяну Евгению Аркадьевичу, доктору технических наук, заведующему отделом того же учреждения; Бурнаеву Евгению Владимировичу, доктору физико-математических наук, доценту, профессору Исследовательского центра в сфере искусственного интеллекта по направлению оптимизации управленческих решений в целях снижения углеродного следа автономной некоммерческой образовательной организации высшего образования «Сколковский институт науки и технологий»; Каперко Алексею Федоровичу, доктору технических наук, профессору, профессору департамента электронной инженерии Московского института электроники и математики им. А. Н. Тихонова федерального государственного автономного образовательного учреждения высшего образования "Национальный исследовательский университет «Высшая школа экономики»; Вербе Владимиру Степановичу, доктору технических наук, профессору, члену-корреспонденту Российской академии наук, научному руководителю акционерного общества "Концерн радиостроения «Вега», Черниенко Андрею Андреевичу, кандидату технических наук, заместителю начальника отдела того же общества | за разработку и применение интеллектуальных мультиспектральных систем дистанционного мониторинга природной и техногенной среды для отраслей цифровой экономики                                                                                         |
| 13.          | Алешкову Михаилу Владимировичу, доктору технических наук, профессору, заместителю начальника по научной работе федерального государственного бюджетного образовательного учреждения высшего образования «[[Академия Государственной противопожарной службы Министерства Российской Федерации по делам гражданской обороны, чрезвычайным ситуациям и ликвидации последствий стихийных бедствий]]», руководителю работы, Двоенко Олегу Викторовичу, кандидату технических наук, доценту, заместителю начальника учебно-научного комплекса — начальнику кафедры учебно-научного комплекса пожарной и аварийно-спасательной техники, Ольховскому Ивану Александровичу, кандидату технических наук, доценту, доценту кафедры учебно-научного комплекса пожарной и аварийно-спасательной техники, — работникам того же учреждения; Самарину Илье Вадимовичу, доктору технических наук, доценту, директору Центра безопасности федерального государственного автономного образовательного учреждения высшего образования «Российский государственный университет нефти и газа (национальный исследовательский университет имени И. М. Губкина», Калашникову Павлу Кирилловичу, кандидату технических наук, доценту, начальнику управления стратегического развития, Строгонову Андрею Юрьевичу, начальнику отдела, — работникам того же учреждения; Казакову Владимиру Николаевичу, генеральному директору акционерного общества «Варгашинский завод противопожарного и специального оборудования»; Емельянову Евгению Анатольевичу, генеральному директору общества с ограниченной ответственностью "Интеллектуальные Технологии Машиностроения «Машины специального назначения»; Ферапонтову Алексею Викторовичу, кандидату технических наук, заместителю руководителя Федеральной службы по экологическому, технологическому и атомному надзору; Шарохину Виктору Юрьевичу, начальнику департамента публичного акционерного общества «Газпром» | за разработку и внедрение инновационных средств активной защиты от пожаров зданий и сооружений топливно-энергетического комплекса, расположенных в холодных климатических районах и Арктической зоне Российской Федерации                              |
| 14.          | Неганову Дмитрию Александровичу, доктору технических наук, первому заместителю генерального директора общества с ограниченной ответственностью «Научно-исследовательский институт трубопроводного транспорта», руководителю работы, Ибрагимову Эдуарду Ревинеровичу, директору центра мониторинга и геоинформационных систем объектов трубопроводного транспорта, Короткову Алексею Александровичу, кандидату технических наук, заведующему лабораторией центра мониторинга и геоинформационных систем объектов трубопроводного транспорта, — работникам того же общества; Воронову Александру Геннадьевичу, директору департамента технического развития и эксплуатации объектов трубопроводного транспорта публичного акционерного общества «Транснефть», Жданову Александру Николаевичу, главному технологу службы управления эксплуатации магистральных нефтепроводов и нефтебаз, Захарову Андрею Александровичу, начальнику службы управления эксплуатации магистральных нефтепроводов и нефтебаз, — работникам того же департамента общества; Жданееву Олегу Валерьевичу, доктору технических наук, старшему советнику акционерного общества «Центр эксплуатационных услуг»; Брушкову Анатолию Викторовичу, доктору геолого-минералогических наук, заведующему кафедрой геологического факультета федерального государственного бюджетного образовательного учреждения высшего образования «Московский государственный университет имени М. В. Ломоносова»; Пешкову Алексею Александровичу, начальнику отдела общества с ограниченной ответственностью «Транснефть — Восток»; Грязневу Данилу Юрьевичу, кандидату технических наук, заместителю генерального директора по проектированию и инновациям представительства общества с ограниченной ответственностью «Центр исследований экстремальных ситуаций» в г. Москве, | за разработку комплексной системы мониторинга технического состояния магистральных трубопроводов публичного акционерного общества «Транснефть», расположенных в Арктической зоне и зоне распространения многолетнемерзлых грунтов                      |
| 15.          | Владимирову Игорю Николаевичу, доктору географических наук, директору федерального государственного бюджетного учреждения науки Институт географии им. В. Б. Сочавы Сибирского отделения Российской академии наук, руководителю работы, Батуеву Александру Раднажаповичу, доктору географических наук, профессору, заведующему лабораторией, Богданову Виктору Николаевичу, кандидату географических наук, старшему научному сотруднику лаборатории, Дашпилову Цыренжапу Бимбаевичу, кандидату географических наук, старшему научному сотруднику лаборатории, Калихман Татьяне Петровне, доктору географических наук, ведущему научному сотруднику лаборатории, Корытному Леониду Маркусовичу, доктору географических наук, профессору, главному научному сотруднику лаборатории, — работникам того же учреждения; Бычкову Игорю Вячеславовичу, доктору технических наук, профессору, академику Российской академии наук, директору федерального государственного бюджетного учреждения науки Институт динамики систем и теории управления имени В. М. Матросова Сибирского отделения Российской академии наук; Тикунову Владимиру Сергеевичу, доктору географических наук, профессору, профессору кафедры географического факультета федерального государственного бюджетного образовательного учреждения высшего образования «Московский государственный университет имени М. В. Ломоносова»; Ефимовой Наталье Васильевне, доктору медицинских наук, профессору, ведущему научному сотруднику лаборатории федерального государственного бюджетного научного учреждения «Восточно-Сибирский институт медико-экологических исследований»; Ивановой Ирине Юрьевне, кандидату экономических наук, старшему научному сотруднику отдела федерального государственного бюджетного учреждения науки Институт систем энергетики им. Л. А. Мелентьева Сибирского отделения Российской академии наук | за создание атласа «Байкальский регион: общество и природа». |